# سولکوک
سولکوک، روستایی در دهستان محترم‌آباد بخش کتیج شهرستان فنوج در استان سیستان و بلوچستان ایران است. این روستا در ۱۹ کیلومتری شمال محترم آباد قرار دارد.

## جمعیت
بر پایه سرشماری عمومی نفوس و مسکن در سال ۱۳۹۵، جمعیت این روستا برابر با ۷۴ نفر (۱۶ خانوار) بوده‌است.